# II arrondissement di Parigi
Il II arrondissement di Parigi è una suddivisione della capitale francese sulla riva destra della Senna. Esso è il prodotto dell'estensione della città fra XV e XVI secolo, sebbene i primi edifici risalgano al XIV secolo.
I principali edifici sono oggi le vecchie sedi della Borsa di Parigi e della Biblioteca nazionale di Francia.

## Dati
| Anno                        | Abitanti | Densità di popolazione (ab./km2) |
| --------------------------- | -------- | -------------------------------- |
| 1861 (picco di popolazione) | 81 609   | 82 267                           |
| 1962                        | 40 864   | 41 194                           |
| 1968                        | 35 357   | 35 642                           |
| 1975                        | 26 328   | 26 540                           |
| 1982                        | 21 203   | 21 374                           |
| 1990                        | 20 738   | 20 905                           |
| 1999                        | 19 585   | 19 743                           |
| 2006                        | 21 259   | 21 474                           |
| 2011                        | 22 927   | 23 158                           |
| 2017                        | 21 042   | 21 254                           |

## Strade principali
- avenue de l'Opéra
- rue du Quatre-Septembre
- rue Réaumur
- rue Montmartre
- rue du Faubourg-Montmartre
- rue Saint-Denis
- rue Saint-Sauveur
- rue du Louvre
- rue de Turbigo
- rue Étienne-Marcel
- rue des Petits-Champs
- boulevard des Capucines
- boulevard des Italiens
- boulevard Montmartre
- boulevard Poissonnière
- boulevard de Bonne-Nouvelle

- boulevard Saint-Denis
- boulevard Sébastopol
- rue des Capucines

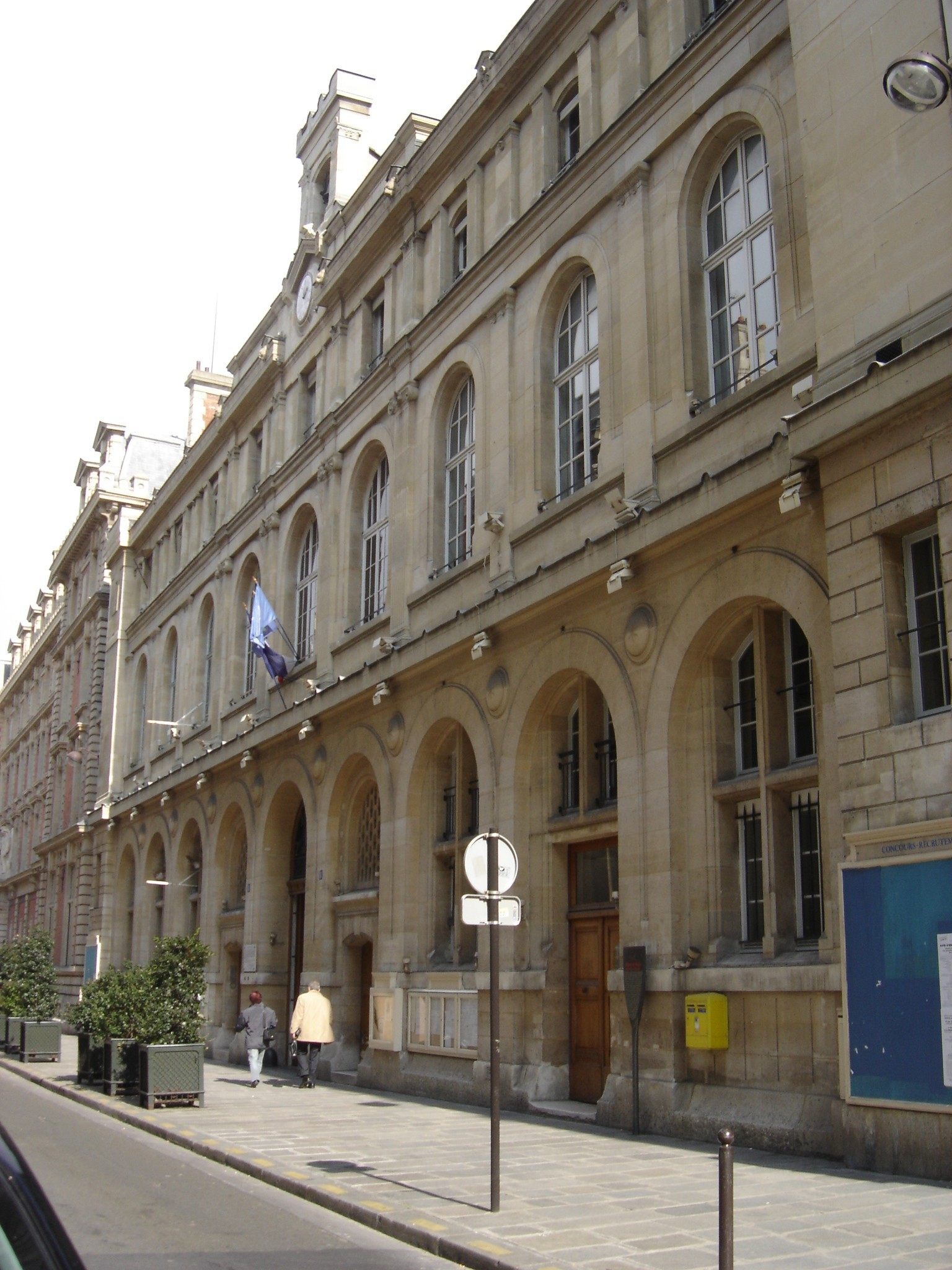
Il municipio dell'arrondissement al numero 8 di rue de la Banque

- rue de la Banque (sede della mairie)
- boulevard de Bon

## Quartieri

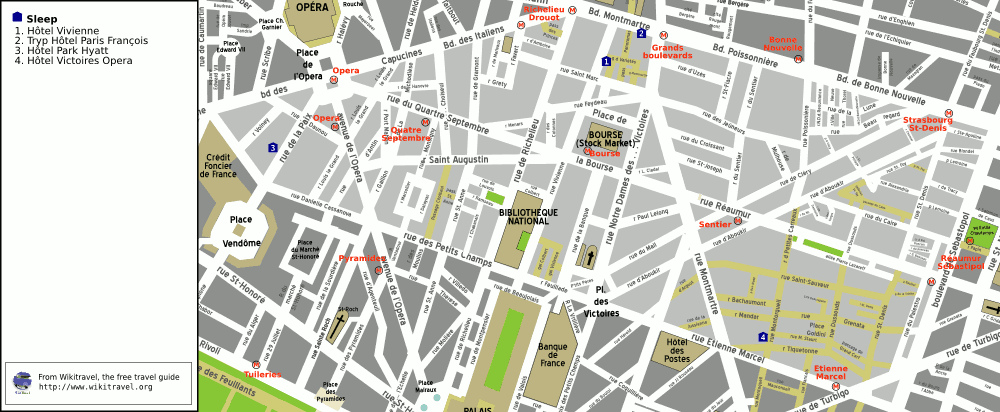
Mappa del II arrondissement

- Quartier Gaillon
- Quartier Vivienne
- Quartier du Mail
- Quartier de Bonne-Nouvelle

## Monumenti
- Palais Brongniart, dell'architetto Alexandre-Théodore Brongniart
- Place des Victoires

## Edifici importanti
- Agence France-Presse in Place de la bourse